# Angelbachtal
Angelbachtal ist eine Gemeinde mit etwa 5000 Einwohnern im Rhein-Neckar-Kreis, zwischen Sinsheim und Bruchsal. Der Name der Gemeinde, die aus einer Vereinigung der Ortschaften Eichtersheim und Michelfeld hervorging, leitet sich ab vom gängigen Talnamen des Kraichgaugewässers Waldangelbach, der durch die Gemeinde fließt.

## Geographie

### Lage und Naturraum
Angelbachtal liegt südlich von Heidelberg im Kraichgauer Hügelland im Rhein-Neckar-Kreis (Baden-Württemberg). Durch die Gemeinde fließt der Waldangelbach nach Nordwesten, der verkürzt auch nur Angelbach genannt wird. Das Flusstal endet bei Rauenberg, wo der Oberrheingraben beginnt. Dessen mildes Klima ist der Landwirtschaft förderlich.
Der höchste Punkt mit 283 m ü. NN ist der Gipfel des Roßbergs. Tiefster Punkt, 159 m ü. NN, ist der Grund des Angelbachs. Die Gemarkung erstreckt sich über 1792 Hektar. Davon sind 15,5 Prozent Siedlungs- und Verkehrsfläche, 60,4 Prozent werden landwirtschaftlich genutzt und 22,6 Prozent sind bewaldet.
Der Schlosspark Eichtersheim steht aufgrund seiner alten Baumbestände unter Landschaftsschutz. Ebenso der Westliche Kraichgau, ein 930 Hektar großes Gebiet, an dem neben Angelbachtal auch Mühlhausen, Rauenberg und Dielheim Anteil haben, als typische Kraichgaulandschaft mit sanften Lösshügeln, ausgeprägten Tälern und vielfältiger Nutzung mit Acker-, Wein- und Obstbau und Wald als Lebensraum wildlebender Tier- und Pflanzenarten. Darüber hinaus ist der Hermannswald als flächenhaftes Naturdenkmal eingestuft.

### Nachbargemeinden
Folgende Orte grenzen an Angelbachtal. Sie werden im Uhrzeigersinn beginnend im Norden genannt.
Die Sinsheimer Stadtteile Eschelbach, Dühren und Waldangelloch, Östringen (Landkreis Karlsruhe) und Mühlhausen. Alle Orte außer Östringen liegen im Rhein-Neckar-Kreis.

### Gemeindegliederung
Die Gemeinde Angelbachtal besteht aus den ehemaligen Gemeinden Eichtersheim und Michelfeld. Im Gemeindeteil Michelfeld liegt die abgegangene Kapelle Weibronn oder Wihenbronnen.

## Geschichte

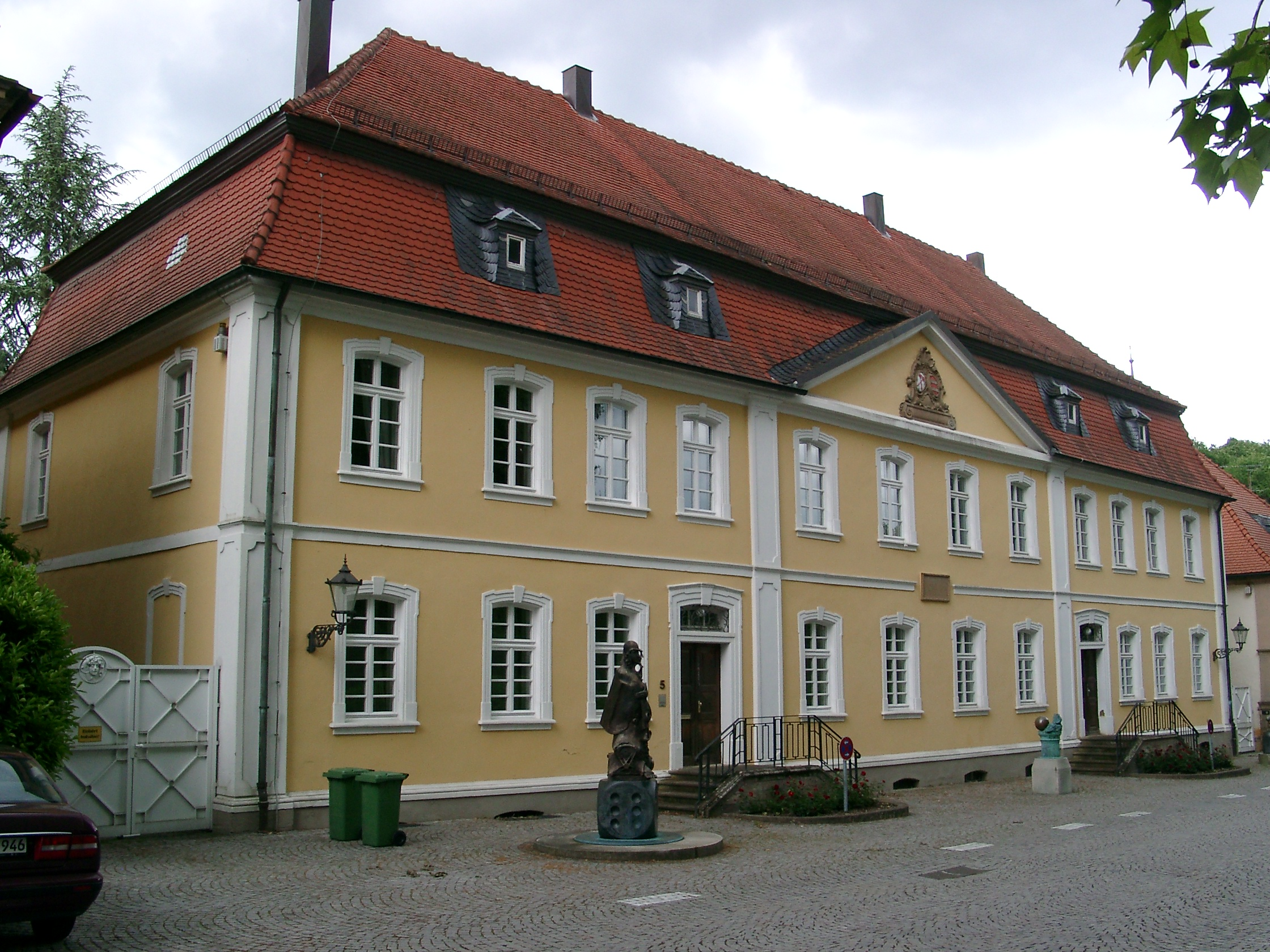
Friedrich-Hecker-Haus in Eichtersheim

Auf dem heutigen Gemeindegebiet wurden mehrere Gräber aus der Latènezeit gefunden.

### Eichtersheim
Eichtersheim wurde erstmals 838 als Uhtritesheim im Lorscher Codex erwähnt. Um 1200 gehörte das Dorf den Rittern von Steinach. Im 14. Jahrhundert war Eichtersheim ein pfälzisches Lehen. Ab 1541 übten die Freiherren von Venningen die Grundherrschaft aus. Ab 1779 gehörte der Ort zum Ritterkanton Kraichgau. 1806 gelangte Eichtersheim zu Baden und gehörte dort von 1807 bis 1810 zum Oberamt Waibstadt, dann zum Bezirksamt Neckarbischofsheim, ab 1813 zum Amt Wiesloch und ab 1850 zum Bezirksamt Sinsheim. 1939 wurden 654 Einwohner gezählt, Ende 1945 waren es 887.

### Michelfeld
Michelfeld wurde 857 als Michilunfelt erstmals im Lorscher Codex erwähnt. 1188 wird ein allodium (dt.: Eigengut) in Michilinvelt in einem Vertrag zwischen Kaiser Friedrich I. Barbarossa und König Alfons VIII. von Kastilien, in dem die Ehe von Friedrichs Sohn Konrad mit Alfons Tochter Berengaria vereinbart wurde, erwähnt. Dieses Eigengut, das in Michelfeld vermutet wird, gehörte mit weiteren 29 staufischen Gütern zur Morgengabe der Braut. Möglicherweise war aber in diesem Ehevertrag, der niemals in die Praxis umgesetzt wurde, Michelfeld bei Schwäbisch Hall gemeint. Nachdem bereits der Germersheimer Vogt Keckhans von Gemmingen im 15. Jahrhundert einen Teil des Ortes erworben hatte, kam dessen Sohn Orendel von Gemmingen 1508 in den Besitz des gesamten Ortes. Die Herren von Gemmingen-Michelfeld starben 1613 im Mannesstamm aus, nach ihnen übten die Herren von Gemmingen-Hornberg die Herrschaft über den Ort, der zum Ritterkanton Kraichgau gehörte, bis zum Übergang zu Baden 1806 aus. In Baden gehörte Michelfeld wie Eichtersheim zunächst zum Amt Wiesloch und ab 1850 zum Bezirksamt Sinsheim. Friedrich Hecker, in Eichtersheim geboren und aufgewachsen, hatte während der Badischen Revolution großen Rückhalt in der Bevölkerung. Der Volksverein im etwa 750 Einwohner zählenden Eichtersheim hatte 126 Mitglieder, der in Michelfeld 87, aus allen Berufsgruppen. Die preußischen Strafaktionen nach der gescheiterten Revolution trafen beide Orte hart. 1939 wurden 1142 Einwohner gezählt, Ende 1945 waren es 1442.

### Gemeinde Angelbachtal seit 1972
Am 1. April 1972 vereinigten sich Eichtersheim und Michelfeld zur Gemeinde Angelbachtal. Im Zuge der baden-württembergischen Kreisreform wurde 1973 der Landkreis Sinsheim aufgelöst und die Gemeinde dem neugebildeten Rhein-Neckar-Kreis angegliedert. Mit Sinsheim und Zuzenhausen ging Angelbachtal eine vereinbarte Verwaltungsgemeinschaft ein.
Als sich Eichtersheim und Michelfeld 1972 zur neuen Gemeinde Angelbachtal zusammenschlossen, rückte die Frage nach einem gemeinsamen Rathaus in den Mittelpunkt, da die bisherigen Rathäuser der Gemeinden nur noch unbefriedigend waren. Zunächst erwog man, die beiden im Gemeindebesitz befindlichen Schlösser, Schloss Eichtersheim und Schloss Michelfeld, zu verkaufen und zwischen den beiden Gemeindeteilen ein neues Rathaus zu errichten, wofür man 1973 auch Grundstücke erworben hat. Das Schloss in Michelfeld wurde dann 1975 verkauft, für das Schloss Eichtersheim konnte bis 1977 kein geeigneter Käufer gefunden werden. Im Sommer 1977 entschied sich die Gemeinde dann, das Schloss in Eichtersheim zum Sitz der Gemeindeverwaltung umzubauen. Nach zweijähriger Bauzeit wurde das Schloss 1980 seiner neuen Bestimmung übergeben.
Das Wachstum der Gesamtgemeinde war begleitet von weiteren Infrastrukturmaßnahmen wie dem Bau von Feuerwehrhaus und Aussegnungshalle, der Anlage von Sportplatz und  Schulsportanlage sowie der Ausweisung neuer Wohngebiete und eines Gewerbegebiets in Michelfeld.

### Einwohnerentwicklung
Im ersten Drittel des 20. Jahrhunderts zogen viele Eichtersheimer und Michelfelder als Arbeiter in die durch die Industrialisierung begünstigten Städte. Nach dem Zweiten Weltkrieg wurden zahlreiche Heimatvertriebene aufgenommen, die zum Teil aber wieder abwanderten. Begünstigt durch die zunehmende Automobilisierung konnten viele Pendler beide Orte als Wohnort wählen und es setzte in den 1960er Jahren ein stetiger Bevölkerungszuwachs ein. 2007 wurden erstmals mehr als 5000 Einwohner in Angelbachtal gezählt.
Die nachfolgende Tabelle fasst die Einwohner auf dem heutigen Gebietsstand zusammen und basiert auf den Volkszählungsergebnissen bzw. deren amtlichen Fortschreibungen.

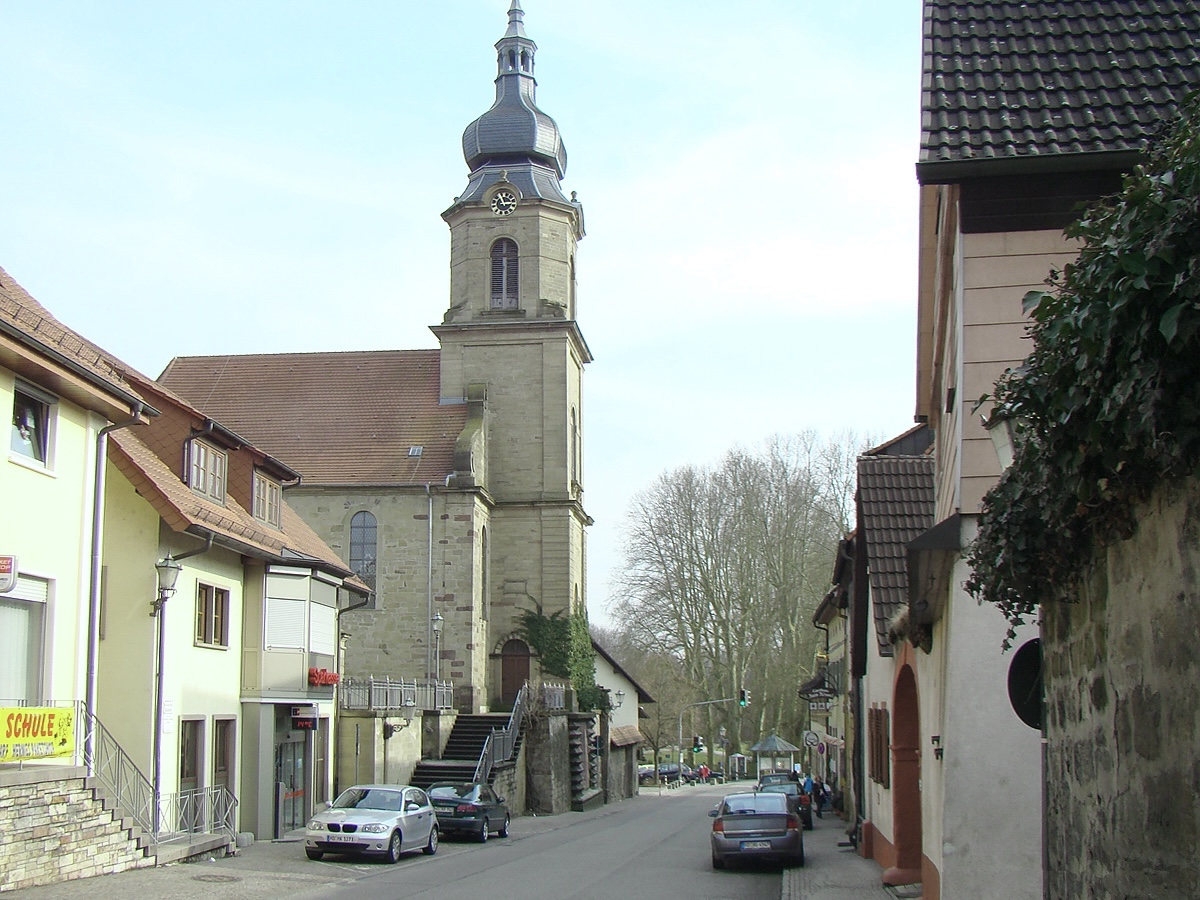
Evangelische Kirche Eichtersheim

| Jahr      | 1871 | 1890 | 1910 | 1939 | 1950 | 1961 | 1970 | 1987 | 1991 | 1995 | 2000 | 2005 | 2010 | 2015 | 2020 |
| --------- | ---- | ---- | ---- | ---- | ---- | ---- | ---- | ---- | ---- | ---- | ---- | ---- | ---- | ---- | ---- |
| Einwohner | 2154 | 2101 | 2207 | 1796 | 2991 | 2737 | 3296 | 3724 | 3992 | 4427 | 4792 | 4917 | 4960 | 4929 | 5119 |

## Religionen
Um 1525 wurde in Eichtersheim und Michelfeld die Reformation eingeführt. Während in Michelfeld bis zum Ende des Zweiten Weltkriegs die überwiegende Mehrheit der Einwohner evangelisch war, wechselten die Herren von Venningen dem Vorbild des kurpfälzischen Hofs folgend nach 1700 wieder zum Katholizismus, wodurch sich Eichtersheim konfessionell gemischt entwickelte. Die evangelische Gemeinde gehört zum Kirchenbezirk Kraichgau der Evangelischen Landeskirche in Baden und die katholische Pfarrgemeinde Heilig Kreuz zum Dekanat Kraichgau des Erzbistums Freiburg.
Seit dem 18. Jahrhundert gab es Juden in Eichtersheim und Michelfeld. Der Höchststand wurde 1839 erreicht mit 149 bzw. 242 jüdischen Einwohnern. Anschließend setzte eine starke Abwanderung ein. In Eichtersheim gab es von 1840 bis 1876 eine jüdische Elementarschule. Außerhalb von Eichtersheim besteht ein 1781 angelegter und in Michelfeld ein 1868 zentral angelegter jüdischer Friedhof. Bei den Deportationen in der Zeit des Nationalsozialismus kam von den 1933 hier wohnhaften jüdischen Einwohnern mindestens fünf Personen ums Leben. Die beiden Synagogen wurden vor den Novemberpogromen 1938 an Privatleute verkauft und blieben daher unversehrt.

## Politik

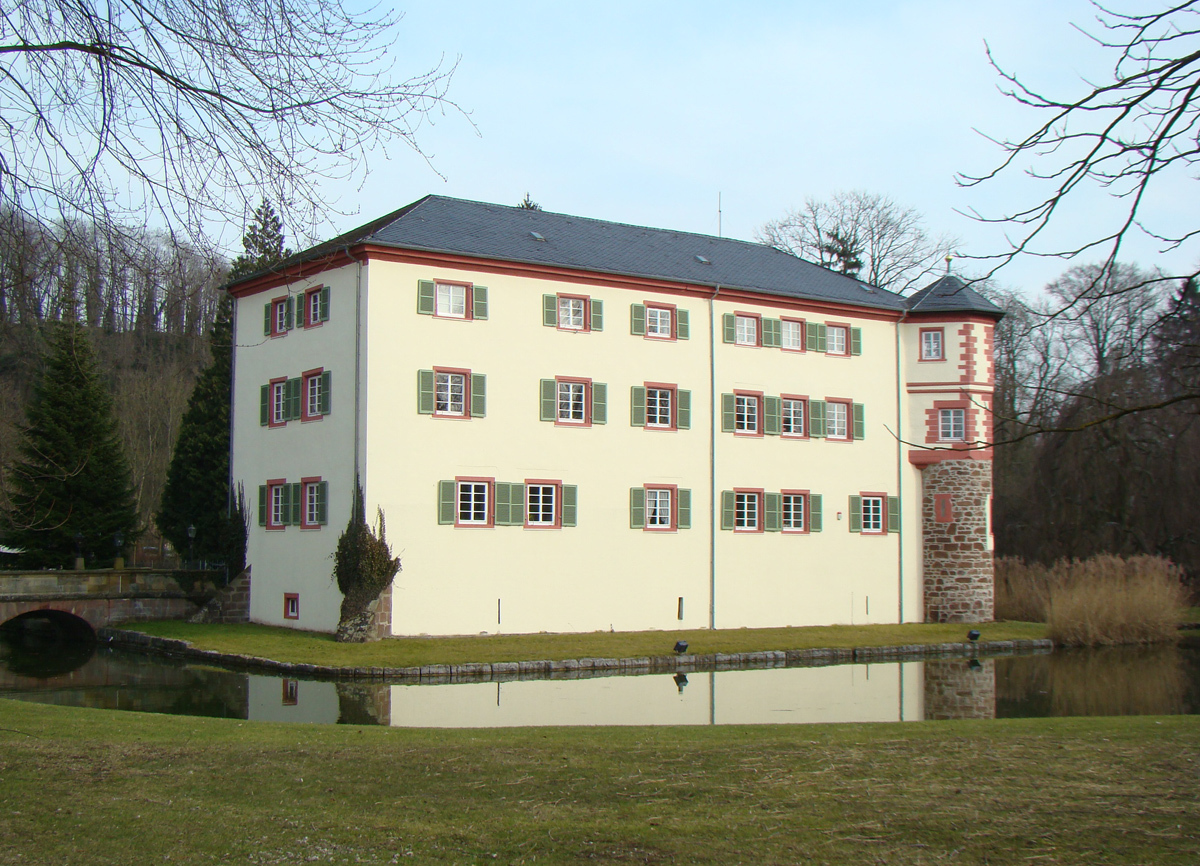
Im Eichtersheimer Schloss befindet sich das Rathaus.

### Gemeinderat
Der Gemeinderat hat 14 ehrenamtliche Mitglieder, die für fünf Jahre gewählt werden. Hinzu kommt der Bürgermeister als stimmberechtigter Gemeinderatsvorsitzender.
Die Kommunalwahl 2024 führte zu folgendem Ergebnis (in Klammern: Unterschied zu 2019):
| Gemeinderat 2024               | Gemeinderat 2024 | Gemeinderat 2024 | Gemeinderat 2024 | Gemeinderat 2024 |
| Partei / Liste                 | Stimmenanteil    | Sitze            |                  |                  |
| ------------------------------ | ---------------- | ---------------- | ---------------- | ---------------- |
| Bürgervereinigung (BV)/CDU     | 31,9 % (+4,8)    | 5 (+1)           |                  |                  |
| Freie Wähler                   | 31,6 % (+1,3)    | 4 (±0)           |                  |                  |
| Junge Liste (JL)               | 23,4 % (+2,6)    | 3 (±0)           |                  |                  |
| Grün-Alternative Liste (GAL)   | n. a. (−13,9)    | 0 (−2)           |                  |                  |
| SPD                            | n. a. (−7,8)     | 0 (−1)           |                  |                  |
| Bunte Liste (BL)               | 13,1 % (+13,1)   | 2 (+2)           |                  |                  |
| Wahlbeteiligung: 70,8 % (+5,1) |                  |                  |                  |                  |

### Bürgermeister
Der Bürgermeister wird in direkter Wahl für eine Amtszeit von acht Jahren gewählt.
Von 1979 bis zu seinem Tod am 1. September 2008 amtierte Fritz Brandt (CDU). Zu seinem Nachfolger wurde am 30. November 2008 mit 62,4 Prozent der abgegebenen Stimmen der Diplom-Verwaltungswirt und bisherige Hauptamtsleiter in Kronau Frank Werner (CDU) gewählt. Er wurde 2016 und 2024 wiedergewählt.
- ?–1979: Johann Jenne
- 1979–2008: Fritz Brandt (CDU)
- ab 2008: Frank Werner (CDU)

### Wappen
Die Blasonierung des Wappens lautet: In Blau zwei goldene Wellenbalken, belegt mit zwei schräggekreuzten roten Lilienstäben, die Kreuzung überdeckt mit einem blauen Herzschild, worin ein zunehmender goldener Halbmond mit Gesicht.
Das Wappen nimmt Bezug auf die alten Wappen der beiden Ortsteile und symbolisiert gleichzeitig Lage und Name der Gemeinde. Die Lilienstäbe entstammen dem Eichtersheimer Ortswappen und verweisen auf die ehemalige Ortsherrschaft der Freiherren von Venningen. Der Halbmond wurde dem Michelfelder Wappen entnommen, das mit den Farben Blau und Gold auf die Freiherren von Gemmingen anspielt. Die Wellenbalken symbolisieren den Waldangelbach.
Die Flagge ist Gelb-Blau und wurde zusammen mit dem Wappen am 30. April 1985 vom Landratsamt Rhein-Neckar-Kreis verliehen.

## Kultur und Sehenswürdigkeiten

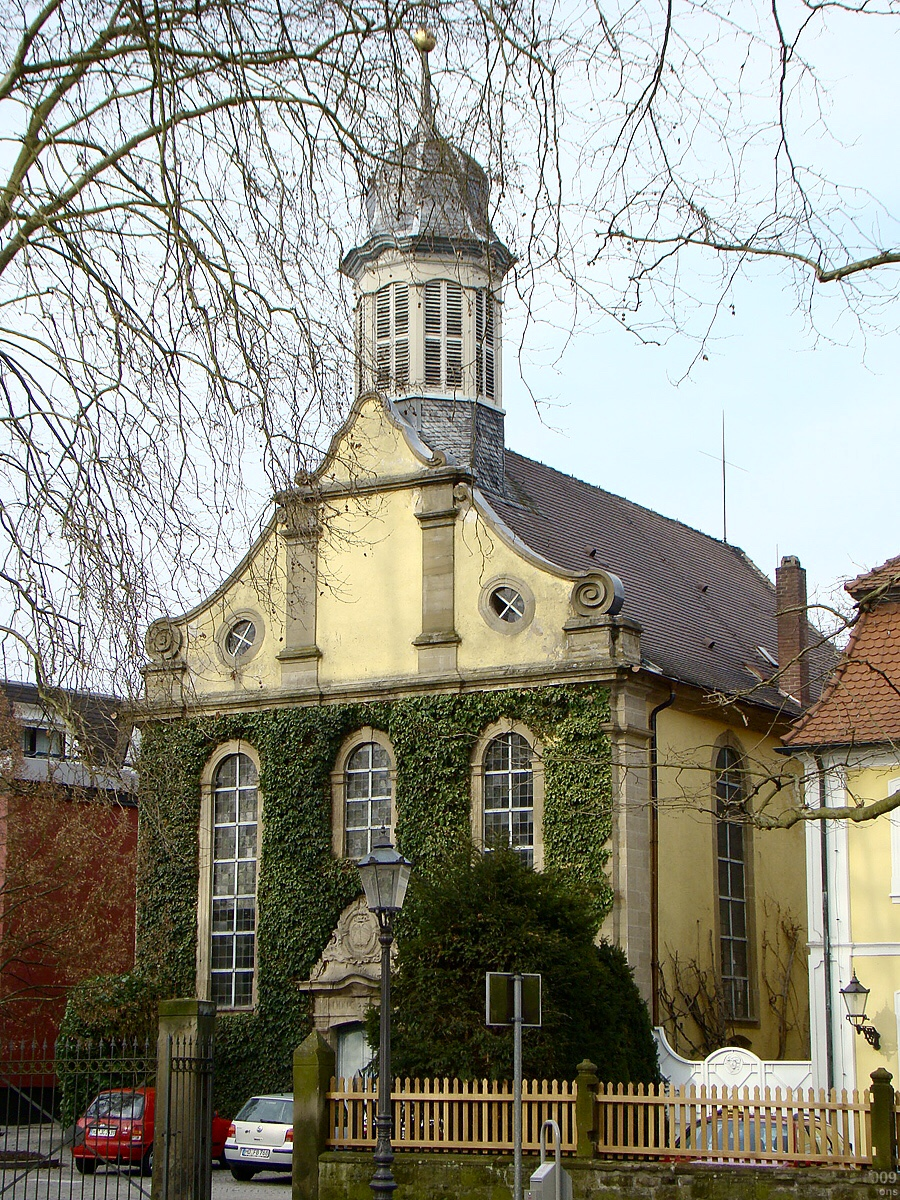
Schlosskirche in Eichtersheim

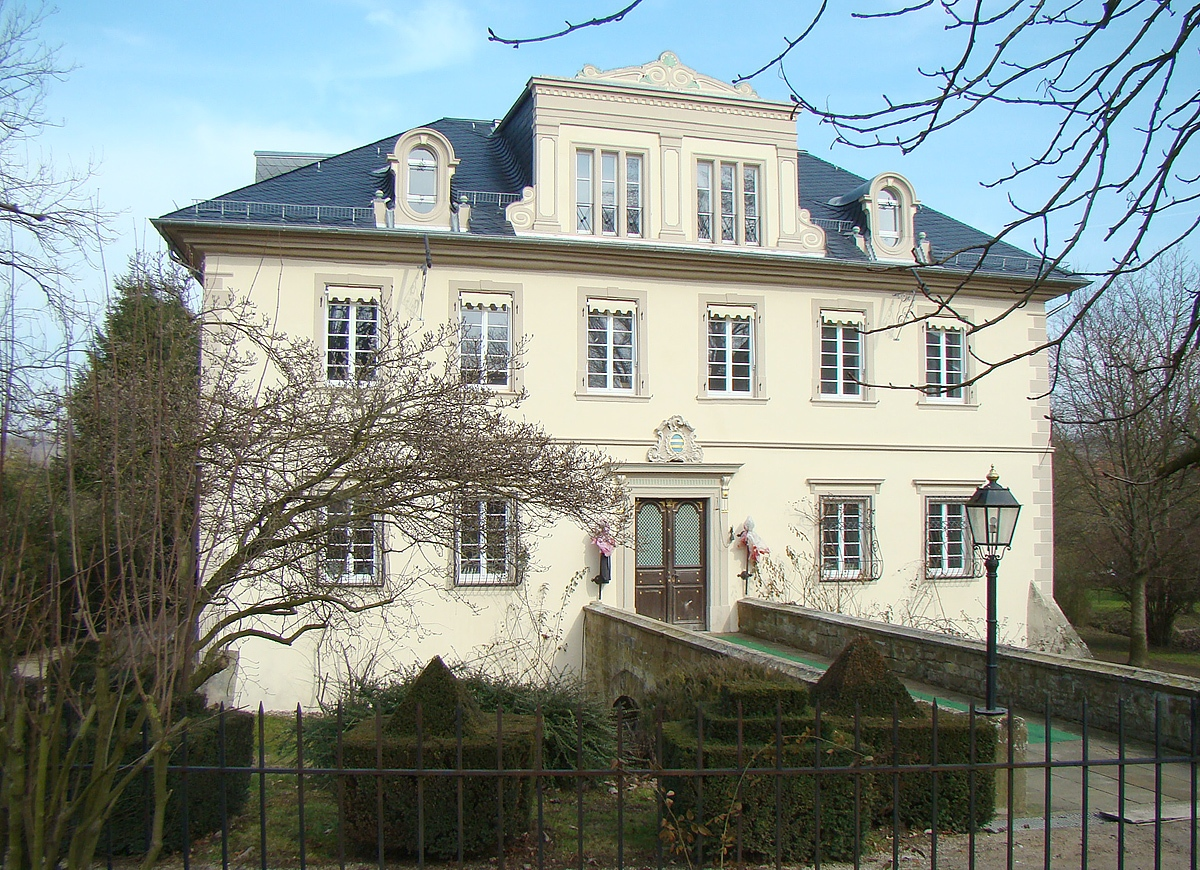
Schloss Michelfeld

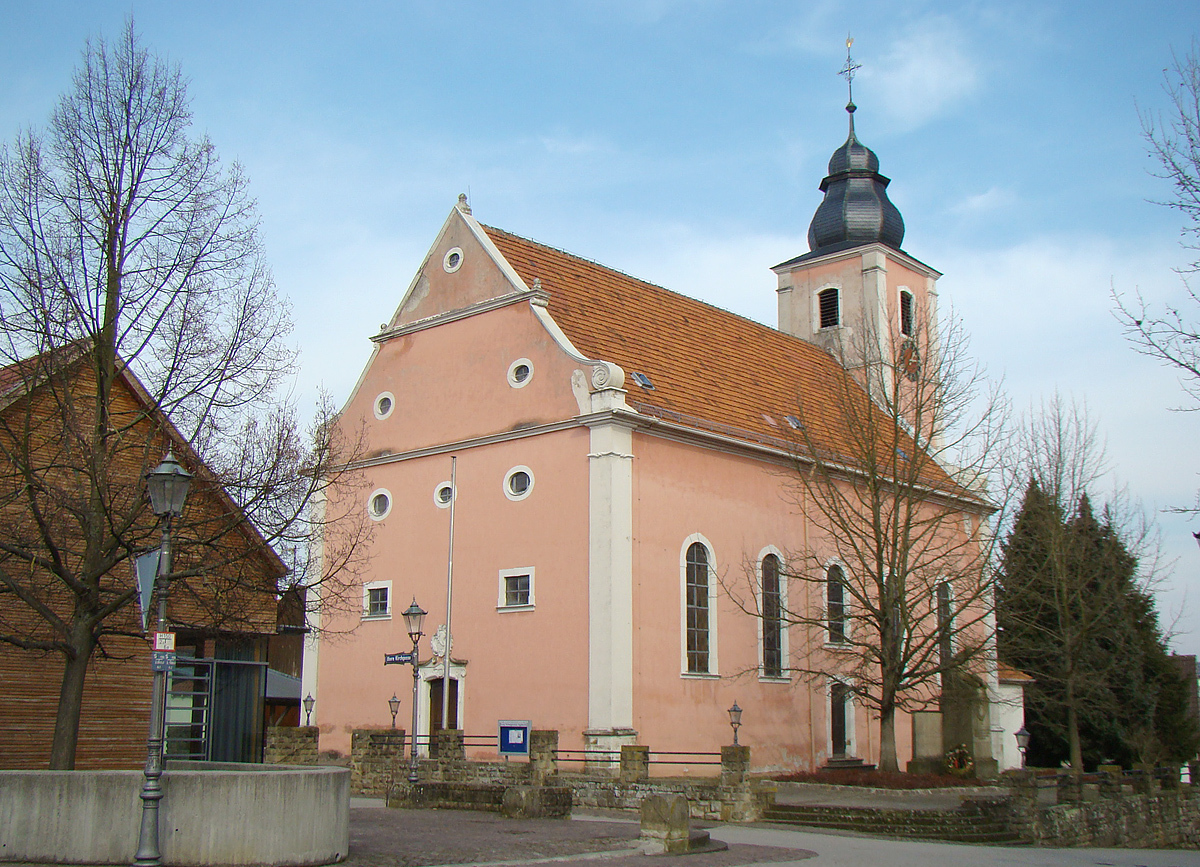
Evangelische Kirche Michelfeld

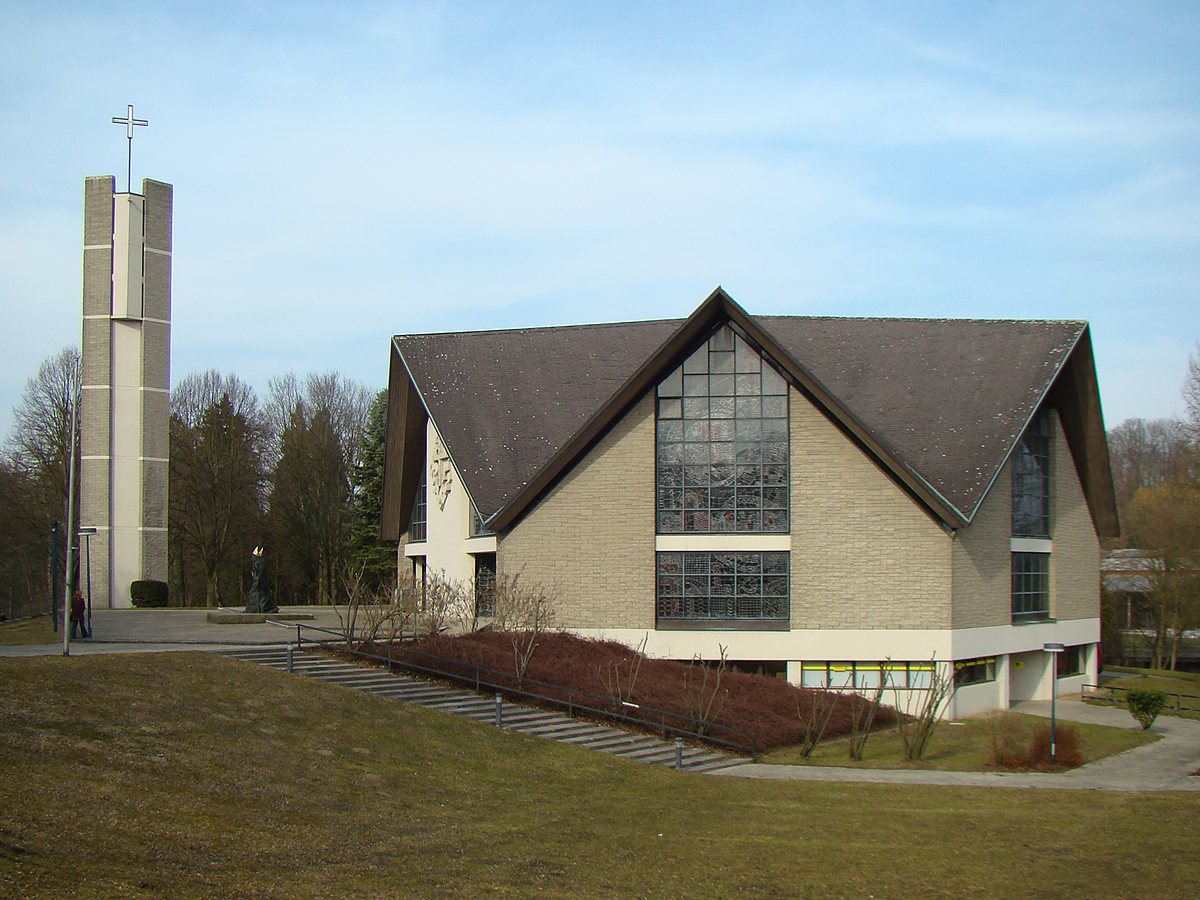
Heilig-Kreuz-Kirche

### Bauwerke
Das Schloss Eichtersheim wurde im 16. Jahrhundert von den Herren von Venningen errichtet. Der Rundturm mit einem Sterngewölbe stammt von 1596. 1767 ließ Karl Philipp von Venningen das Schloss umbauen. Aus dieser Zeit stammt die barocke Haupttreppe im Innern. 1963 erwarb die Gemeinde Eichtersheim das Schloss. Von 1978 bis 1980 wurde es saniert und umgebaut, seitdem befinden sich dort das Rathaus der Gemeinde Angelbachtal und ein Restaurant. Der alte Festsaal wird als Bürgersaal benutzt. Eine ständige Ausstellung informiert über Friedrich Hecker. Der Schlosspark um das Schloss mit zahlreichen alten Bäumen und botanischen Raritäten ist 6,75 Hektar groß und wurde in der zweiten Hälfte des 19. Jahrhunderts wahrscheinlich von Friedrich Ries im englischen Stil angelegt.
Gegenüber dem Schlosspark steht die ehemalige katholische Schlosskirche Eichtersheim, die 1782 von Carl Philipp von Venningen (1728–1797) und Maria Anna von Hutten zu Stolzenberg († 1781) erbaut wurde. In ihr befindet sich die Venningensche Familiengruft. In der unmittelbaren Nachbarschaft sind der historische Marstall, die Schlossapotheke und das sogenannte Heckerhaus, das ehemalige Rentamt, zu finden.
Die evangelische Kirche von Eichtersheim befindet sich erhöht auf einem Hügel. Der an eine Wehrkirche erinnernde Sandsteinbau wurde 1792 im barocken Stil errichtet und ersetzte die alte Kirche von 1452. Der Turm wurde 1886 erneuert. Die älteste Glocke stammt von 1506.
Im historischen Ortskern von Eichtersheim befinden sich außerdem mehrere barocke Häuser und Gehöfte insbesondere aus dem 18. Jahrhundert. Hervorzuheben sind der alte Gutshof aus dem Jahr 1768, in dem ein Seniorenstift untergebracht ist, und das alte Rathaus von 1773. Beide werden geschmückt vom Wappen der Venningen-Hutten.
Das Schloss Michelfeld stammt von 1753. Es wurde von den Herren von Gemmingen-Hornberg errichtet und diente als Stammsitz der Grundherrschaft. Im angrenzenden Gutshof befindet sich heute ein Hotel. Ganz in der Nähe befindet sich auch das Michelfelder Jägerhaus (erbaut 1752), welches früher als Amtshaus zum Michelfelder Schloss gehörte.
Die evangelische Kirche in Michelfeld wurde ab 1767 errichtet. Am Portal des Barockbaus befindet sich das hessische Wappen und am Turm das Wappen derer von Gemmingen, die für ihn baupflichtig waren. Die Kanzel, die Orgel und die gemalten zwölf Apostel stammen noch im Original aus dem 18. Jahrhundert.
Die katholische Pfarrkirche Heilig Kreuz wurde 1968 zwischen Eichtersheim und Michelfeld erbaut. Die Kirche weist einen sechseckigen Grundriss und einen freistehenden Glockenturm auf. Auf dem Vorplatz befindet sich eine Augustinus-Skulptur aus Bronze von Jürgen Goertz.

### Kunst
In Angelbachtal sind im Schlosspark Eichtersheim und auf dem Friedrich-Hecker-Platz mehr als zehn teilweise großformatige Skulpturen des in der ehemaligen Eichtersheimer Schlosskirche wirkenden Künstlers Jürgen Goertz aufgestellt.

### Regelmäßige Veranstaltungen
- Pfingstmarkt mit Schlossparkbeleuchtung
- Mittelalterliches Ritterturnier
- Töpfer- und Künstlermarkt
- Schlossparkserenade
- Kerwe (Kirchweih)
- Highland Games
- Weihnachtsmarkt

## Wirtschaft und Infrastruktur

### Verkehr
Durch Angelbachtal führen die beiden Bundesstraßen 292 und 39 (die zugleich die Umgehung 68 der Bundesautobahn 6 darstellt). Die B 292 verläuft von Bruchsal kommend über Östringen durch Angelbachtal/Eichtersheim nach Sinsheim und weiter Richtung Mosbach. Die B 39 führt von Wiesloch über Mühlhausen durch Angelbachtal/Eichtersheim nach Sinsheim und weiter Richtung Heilbronn. Auf dem Abschnitt Angelbachtal-Sinsheim verlaufen beide Straßen gemeinsam.
Die Landesstraße 551 führt von Angelbachtal/Michelfeld nach Waldangelloch Richtung Eppingen; die Kreisstraße 4177 führt von Angelbachtal/Michelfeld nach Dühren.
Von Angelbachtal führen die Buslinie 703 (Linienbündel Wiesloch-Walldorf) über Mühlhausen nach Wiesloch, die Buslinie 761 (Linienbündel Sinsheim Süd) über Eschelbach nach Sinsheim und die Schulbuslinie 791 (Linienbündel Wiesloch-Walldorf) nach Östringen und die Regionalbuslinie 799 (Linienbündel Wiesloch-Walldorf) von Sinsheim über Eschelbach kommend über die Ortsumgehung Mühlhausen – Rotenberg Rauenberg – Wiesloch direkt zum Bahnhof Wiesloch-Walldorf und über den SAP Campus zur Drehscheibe. In Sinsheim besteht Anschluss an die Elsenztalbahn Heidelberg–Heilbronn. Angelbachtal gehört zum Tarifgebiet des Verkehrsverbunds Rhein-Neckar. Ab Juni 2014 wurde in einem zweijährigen Probebetrieb mit einem Kleinbus das Angebot auf der Linie 791 von Michelfeld Etzwiese nach Östringen Einkaufszentrum ausgeweitet. Schon nach einem Jahr stieg jedoch die Gemeinde Östringen, die 50 % der Kosten übernehmen musste, wegen zu geringer Auslastung aus dem pro Jahr etwa 38.000 Euro kostenden Projekt aus. Zur Entlastung der Gemeinde Angelbachtal übernahm der Rhein-Neckar-Kreis 40 % der Kosten für das zweite Jahr. Inzwischen wurde dieser erweiterte Betrieb eingestellt.
Der Personenverkehr auf der Bahnstrecke Wiesloch Stadt–Waldangelloch wurde 1980 endgültig eingestellt, so dass Angelbachtal nicht mehr mit dem Schienennetz verknüpft ist.
Durch Angelbachtal verläuft die Burgen-Tour Kraichgau-Stromberg, eine etwa 52 Kilometer lange regionale Radroute, die Eichtersheim und Michelfeld mit Eschelbach verbindet.

### Öffentliche Einrichtungen
In der Gemeinde gibt es ein Altenwohn- und ein Pflegeheim.

### Bildung
Die Sonnenbergschule in Angelbachtal ist eine Grund- und Hauptschule mit integrierter Werkrealschule. Weitere weiterführende Schulen sind im näheren Umkreis in Östringen, Wiesloch und Sinsheim zu finden. Des Weiteren gibt es in der Gemeinde eine Außenstelle der Volkshochschule Sinsheim, eine Musikschule und eine katholische Bücherei. Für die jüngsten Einwohner gibt es zwei kommunale und zwei evangelische Kindergärten.

## Persönlichkeiten

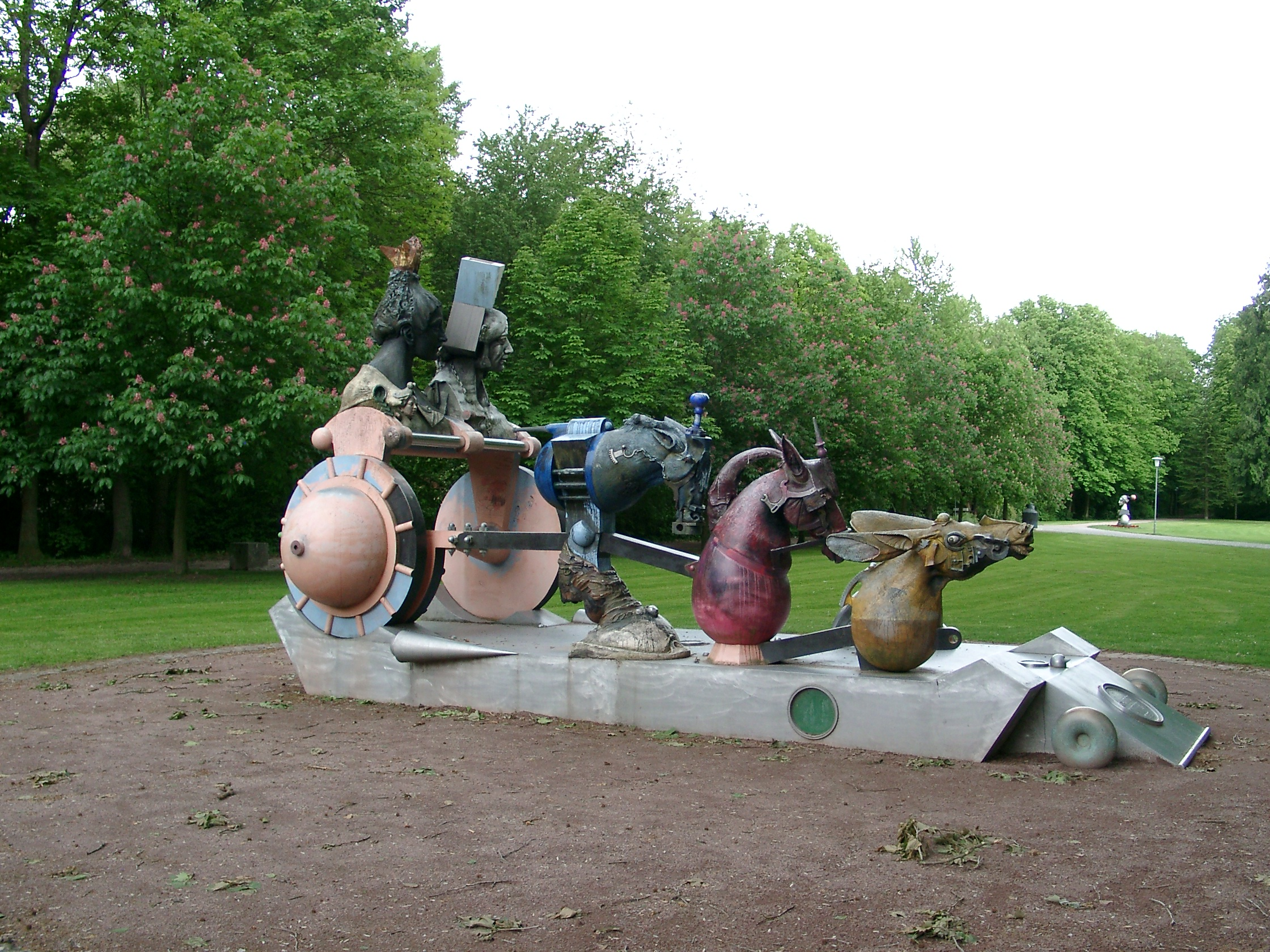
Skulptur von Jürgen Goertz im Schlosspark

### Söhne und Töchter der Gemeinde
- 1468, 29. Juni, Uriel von Gemmingen (in Michelfeld), † 9. Februar 1514 in Mainz, Erzbischof des Bistums Mainz
- 1773, 1. Oktober, Zacharias Oppenheimer (in Michelfeld), † 21. Februar 1827 ebenda, Textilfabrikant
- 1811, 28. September, Friedrich Hecker (in Eichtersheim), † 24. März 1881 in Summerfield bei Belleville/Illinois, badischer Freiheitskämpfer in der Märzrevolution von 1848/1849 und Teilnehmer am Amerikanischen Bürgerkrieg (Sezessionskrieg)
- 1830, 7. Januar, Zacharias Oppenheimer, † 25. Juni 1904 in Heidelberg, Mediziner und Professor an der Universität Heidelberg
- 1884, 17. Januar, Fritz Spies (in Michelfeld), † 31. Juli 1965 in Colares, deutsch-argentinischer Bauingenieur
- 1893, 30. August, Julius Bender (in Michelfeld), † 19. Januar 1966 in Karlsruhe, evangelischer Theologe und Landesbischof der Evangelischen Landeskirche in Baden
- 1965, 20. Februar, Volker Brecht, evangelischer Theologe, Hochschuldozent und Autor

### Persönlichkeiten, die vor Ort gewirkt haben
- Friedrich Ratzel (1844–1904), Zoologe und Geograph, absolvierte in der Eichtersheimer Schlossapotheke seine Apotheker-Lehre und setzte „seinem Dorf“ in dem Buch „Glücksinsel und Träume“ ein Denkmal.
- Jürgen Goertz (* 1939), Skulpturenkünstler, lebt und arbeitet in Angelbachtal. Viele seiner Skulpturen sind hier aufgestellt.